# Kaiserstraße 26 (Quedlinburg)

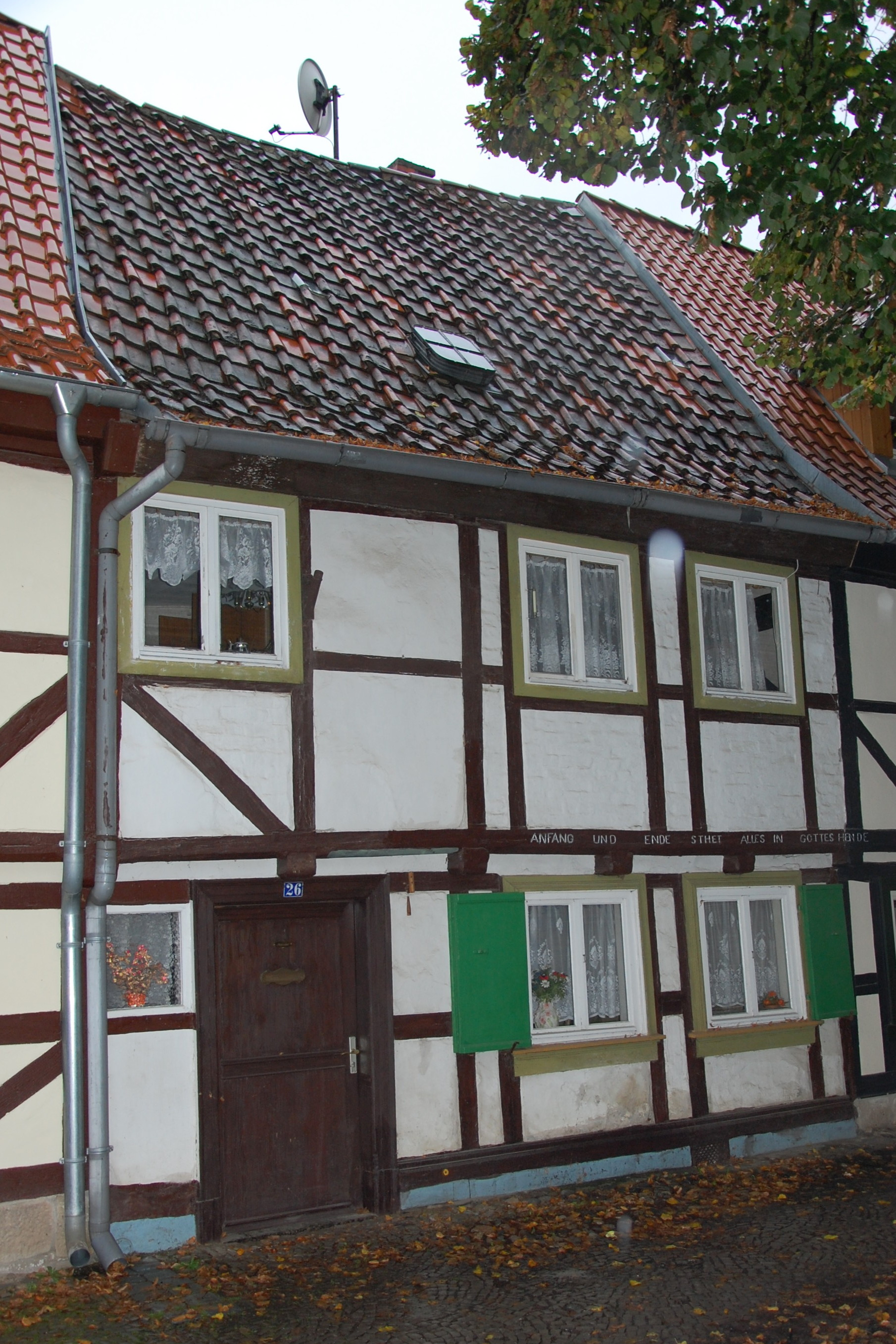
Kaiserstraße 26

Das Haus Kaiserstraße 26 ist ein denkmalgeschütztes Gebäude in der Stadt Quedlinburg in Sachsen-Anhalt.

## Lage
Es befindet sich in der historischen Quedlinburger Neustadt auf der Südseite der Kaiserstraße und ist im Quedlinburger Denkmalverzeichnis als Wohnhaus eingetragen. Östlich grenzt das gleichfalls denkmalgeschützte Haus Kaiserstraße 25, westlich das Haus Kaiserstraße 27 an.

## Architektur und Geschichte
Das zweigeschossige Fachwerkhaus stammt aus der Zeit um 1720. An der Fachwerkfassade befindet sich eine Fasung. Über die Stockschwelle der Nachbarhäuser und des Hauses Kaiserstraße 26 verläuft als Inschrift ein Sinnspruch. 